# FK Grafičar Belgrad
Der FK Grafičar Belgrad (serbisch: ФК Графичар Београд) ist ein professioneller serbischer Fußballverein aus der Hauptstadt Belgrad, der in der zweithöchsten Spielklasse, der Prva liga, spielt.

## Stadion
Der Verein trägt seine Heimspiele im Stadion Rajko Mitić - Jug veštačka trava in Belgrad aus. Das Stadion hat ein Fassungsvermögen von 1000 Personen.
Koordinaten: 44° 47′ 24″ N, 20° 26′ 32,9″ O

## Spieler
- Norman Campbell
- Strahinja Eraković
- Fallou Fall
- Željko Gavrić
- Milan Jovanić
- Miloš Kolaković
- Marko Lazetić
- Stefan Leković
- Dragan Pantelić
- Dejan Rađenović
- Nemanja Radojević
- Vuk Sotirović
- Nemanja Stojić
- Aleksa Terzić
- Aleksandar Todorovski
- Vladimir Volkov

## Trainerchronik
Stand: Juli 2024
| Trainer          | Nation                          | von                | bis                |
| ---------------- | ------------------------------- | ------------------ | ------------------ |
| Uros Kalinic     | Serbien                         | 1. Januar 2017     | 30. Juni 2018      |
| Milija Zizic     | Serbien Bosnien und Herzegowina | 1. Juli 2018       | 14. September 2020 |
| Milan Stegnjajic | Serbien Kroatien                | 14. September 2020 | 19. September 2020 |
| Radomir Kokovic  | Serbien                         | 20. September 2020 | 31. März 2021      |
| Bosko Gjurovski  | Nordmazedonien                  | 1. April 2021      | 30. November 2021  |
| Marko Nedjic     | Serbien                         | 30. November 2021  |                    |